# 斯利克利扎德 (阿拉巴馬州)
斯利克利扎德（英語：Slicklizzard）是位於美國阿拉巴馬州沃克縣的一個非建制地區。該地的面積和人口皆未知。

## 地理
斯利克利扎德的座標為33°57′52″N 87°30′07″W / 33.96444°N 87.50194°W，而該地的平均海拔高度為101米（即331英尺）。